# Rafael Amador
Rafael Amador Flores (ur. 15 lutego 1959 w Tlaxcali; zm. 31 lipca 2018) – meksykański piłkarz występujący na pozycji obrońcy.

## Kariera klubowa
Amador zawodową karierę rozpoczynał w 1979 roku w klubie UNAM Pumas. W 1980 roku wygrał z nim rozgrywki Pucharze Mistrzów CONCACAF. W 1981 roku zdobył z zespołem mistrzostwo Meksyku oraz Copa Interamericana. W 1982 roku ponownie zwyciężył z nim w Pucharze Mistrzów CONCACAF. W UNAM Pumas Amador grał przez osiem sezonów. W 1987 roku odszedł do zespołu CF Puebla. W 1988 roku zdobył z nim Puchar Meksyku. W tym samym roku zakończył karierę.

## Kariera reprezentacyjna
W reprezentacji Meksyku Amador zadebiutował 29 listopada 1983 roku w zremisowanym 4:4 towarzyskim meczu z Martyniką. W 1986 roku został powołany do kadry narodowej na Mistrzostwa Świata. Zagrał na nich w pojedynkach z Irakiem (1:0), Bułgarią (2:0) oraz RFN (0:0, 1:4 po rzutach karnych). Z tamtego turnieju Meksyk odpadł w ćwierćfinale. W latach 1983–1986 w drużynie narodowej Amador rozegrał w sumie 30 spotkań.